# Василеуцы
Василеуцы (рум. Vasileuţi, Василеуць) — село в Рышканском районе Молдавии. Является административным центром коммуны Василеуцы, включающей также села Арманка, Чубара, Новые Михайлены, Мошаны и Штюбеены.

## История
Основано в 1918 году выходцами из Буковины и восточных земель Австро-Венгерской империи. Почти всё население, как и окружающих сёл, разговаривают на покутско-буковинском диалекте украинского языка.
Своим названием село обязано своему основателю — владельцу земельного участка Василию. Имя Василий самое популярное в селе, чуть менее половины мужского населения, носят это имя.
День села отмечается 14 октября, на Покрова Пресвятой Богородицы.

## География
Село расположено на высоте 179 метров над уровнем моря.

## Население
По данным переписи населения 2004 года, в селе Василеуць проживает 1418 человек (682 мужчины, 736 женщин).
Этнический состав села:
| Национальность | Число жителей | Процентный состав |
| -------------- | ------------- | ----------------- |
| украинцы       | 1191          | 83.99             |
| молдаване      | 202           | 14.25             |
| русские        | 15            | 1.06              |
| румыны         | 2             | 0.14              |
| гагаузы        | 1             | 0.07              |
| болгары        | 1             | 0.07              |
| прочие         | 6             | 0.42              |
| Всего          | 1418          | 100%              |